# Зинченко, Наталья Николаевна
Наталья Николаевна Зинченко (укр. Наталя Миколаївна Зінченко; род. 3 октября 1979, Десна, Черниговская область) — советская и украинская футболистка и тренер. Главный тренер харьковского «Жилстрой-2».

## Клубная карьера
Первый тренер Иван Острянко.

## Карьера тренера
В июле 2010 года стала исполняющим обязанности главного тренера в ЖФК «Звезда-2005». С сентября 2010 года по май 2011 года — главный тренер ЖФК «Звезда-2005», с ноября 2011 года до конца сезона 2011/12 снова работала главным тренером клуба.
В конце 2012 года Наталья Зинченко была назначена на пост главного тренера молодежной женской сборной Украины WU19. Свой первый матч, в качестве наставника сборной, провела на международном товарищеском турнире «Кубанская весна» — 2013. Сборная Украины под руководством нового главного тренера со счетом 2:0 обыграла сборную Эстонии. На этом турнире сборная Украины WU19 впервые занимает второе место, проиграв в финале сборной США в серии послематчевых пенальти.
В 2014 году Наталья Зинченко повторяет прошлогоднее достижение и вновь сборная под её руководством занимает 2 место на международном турнире «Кубанская весна» — 2014. В этот раз украинки уступили сборной России. Матч закончился со счетом 3:2.
В 2016 году приводит команду «Жилстрой-2» к первому в истории харьковчанок чемпионству Украины.
16 октября 2018 года Наталью Зинченко утвердили на пост главного тренера женской национальной сборной Украины. Стала первой женщиной, которая возглавила женскую национаньную сборную Украины. 14 ноября 2021 года завершила работу на должности главного тренера женской сборной Украины. Начиная с ноября 2018 года по ноябрь 2021 под руководством Зинченко национальная женская сборная провела 28 матчей: 14 побед, 3 ничьих, 11 поражений с разницей забитых и пропущенных мячей — 50-55. За этот период в сборной дебютировали 16 футболисток.

## Достижения

### Как игрока
- Чемпион Украины (1): 1996
- Обладатель Кубка Украины (2): 1995, 1996
- Чемпион России (7): 1999, 2000, 2002, 2003, 2007, 2008, 2009
- Обладатель Кубка России (2): 1998, 2007
- Финалист Кубка УЕФА (1): 2008/09
- Список 33 лучших футболисток России (1): 2009[13]

### Как тренера
- Обладатель Кубка России (1): 2012[14]
- Чемпион Украины (1): 2016[15]
- Лучший тренер Украины (2): 2016[16], 2017[17]

## Статистика
| Клуб              | Сезон            | Чемпионат | Чемпионат | Кубок | Кубок | Еврокубки | Еврокубки | Прочие | Прочие | Всего | Всего |
| Клуб              | Сезон            | Матчи     | Голы      | Матчи | Голы  | Матчи     | Голы      | Матчи  | Голы   | Матчи | Голы  |
| ----------------- | ---------------- | --------- | --------- | ----- | ----- | --------- | --------- | ------ | ------ | ----- | ----- |
| Рязань-ВДВ        |                  |           |           |       |       |           |           |        |        |       |       |
| 1997              | ?                | 1         | ?         | 1     | -     | -         | -         | -      | ?      | 2     |       |
| 1998              | ?                | 5         | ?         | -     | -     | -         | -         | -      | ?      | 5     |       |
| 1999              | ?                | -         | -         | -     | -     | -         | -         | -      | -      | ?     |       |
| 2000              | ?                | -         | -         | -     | -     | -         | -         | -      | -      | ?     |       |
| 2001              | ?                | 4         | -         | -     | 5     | 3         | -         | -      | ?      | 7     |       |
| 2002              | ?                | -         | -         | -     | -     | -         | -         | -      | -      | ?     |       |
| Всего             | ?                | 10        | ?         | 1     | 5     | 3         | -         | -      | ?      | 14    |       |
| Энергия (Воронеж) | 2003             | ?         | 6         | -     | -     | ?         | 8         | -      | -      | ?     | 14    |
| Энергия (Воронеж) | 2004             | ?         | 11        | ?     | 2     | ?         | 5         | -      | -      | ?     | 18    |
| Энергия (Воронеж) | Всего            | ?         | 17        | ?     | 2     | ?         | 13        | -      | -      | ?     | 32    |
| Рязань-ВДВ        | 2005             | ?         | 8         | -     | -     | -         | -         | -      | -      | ?     | 8     |
| Рязань-ВДВ        | 2006             | ?         | 2         | -     | -     | -         | -         | -      | -      | ?     | 2     |
| Рязань-ВДВ        | Всего            | ?         | 10        | -     | -     | -         | -         | -      | -      | ?     | 10    |
| Звезда-2005       | 2007             | 14        | 9         | ?     | 2     | -         | -         | -      | -      | ?     | 11    |
| Звезда-2005       | 2008             | ?         | 10        | -     | -     | ?         | 3         | -      | -      | ?     | 13    |
| Звезда-2005       | 2009             | ?         | 5         | ?     | 1     | ?         | 1         | -      | -      | ?     | 7     |
| Звезда-2005       | Всего            | ?         | 24        | ?     | 3     | ?         | 4         | -      | -      | ?     | 31    |
| Всего за карьеру  | Всего за карьеру | ?         | 61        | ?     | 6     | ?         | 20        | -      | -      | ?     | 87    |